# 邦代雷区
邦代雷區是索馬利亞的一個區，位於該國東南方的巴納迪爾州，北方與亚格希德区相鄰，西方與瓦达吉尔区相鄰，西南與哈马尔韦内区相鄰，東南與尚加尼区相鄰，東方與希比斯区相鄰。
邦代雷區設有 Yusuf al-Kowney 中學、飼料市場、衛生處、社會安全醫院、無名軍人之墓等機關。

## 外部鏈結
- Districts of Somalia （页面存档备份，存于）
- 邦代雷區行政區域圖 （页面存档备份，存于）

2°02′00″N 45°21′00″E / 2.0333°N 45.3500°E